# 구글 컴퓨트 엔진
구글 컴퓨트 엔진(Google Compute Engine, GCE)은 구글 클라우드 플랫폼의 서비스형 인프라스트럭처(IaaS) 구성 요소로서, 구글의 검색 엔진, Gmail, 유튜브 등의 서비스를 구동하는 글로벌 인프라스트럭처 위에 빌드된다. 구글 컴퓨트 엔진을 통해 사용자들이 가상 머신(VM)을 온디맨드로 런칭할 수 있다. VM은 표준 이미지 또는 사용자가 만든 커스텀 이미지로부터 런칭이 가능하다. GCE 사용자들은 VM 런칭 전에 OAuth 2.0 기반 인증을 수행해야 한다. 구글 컴퓨트 엔진은 개발자 콘솔, REST, 명령 줄 인터페이스(CLI)를 통해 접근이 가능하다.

## 역사
구글은 2012년 6월 28일 구글 I/O 2012에서 리미티드 프리뷰 모드로 컴퓨트 엔진을 발표했다. 2013년 4월, GCE는 골드 서포트 패키지를 사용하는 고객들에게 공개되었다. 2013년 2월 25일, 구글은 RightScale이 자사의 최초의 리셀러가 될 것이라 발표했다.

## 머신 유형 비교
구글은 특정 유형의 머신을 제공한다:
- 표준 머신(Standard machine): 가상 CPU 당 3.75 GB의 RAM
- 고성능 머신(High-memory machine): 가상 CPU 당 6.5 GB의 RAM
- 고CPU 머신(High-CPU machine): 가상 CPU 당 0.9 GB의 RAM
- 공유 머신(Shared machine): CPU와 RAM은 고객 간 공유된다.
- 메모리 최적화 머신(Memory-optimized machine): vCPU 당 14 GB 이상의 RAM.

가격표는 아래와 같다. 표준 데비안 또는 CentOS 리눅스 가상 머신(VM)에 기반을 둔다. 사유 운영 체제를 실행하는 VM은 더 많은 비용이 부과된다.
| 머신 유형        | 머신 이름       | 가상 코어 | 메모리   | 시간 당 비용 (미국 호스팅) | 시간 당 비용 (유럽 호스팅) |
| ---------------- | --------------- | --------- | -------- | -------------------------- | -------------------------- |
| Standard         | n1-standard-1   | 1         | 3.75GB   | $0.070                     | $0.077                     |
| Standard         | n1-standard-2   | 2         | 7.5GB    | $0.140                     | $0.154                     |
| Standard         | n1-standard-4   | 4         | 15GB     | $0.280                     | $0.308                     |
| Standard         | n1-standard-8   | 8         | 30GB     | $0.560                     | $0.616                     |
| Standard         | n1-standard-16  | 16        | 60GB     | $1.120                     | $1.232                     |
| High Memory      | n1-highmem-2    | 2         | 13GB     | $0.164                     | $0.180                     |
| High Memory      | n1-highmem-4    | 4         | 26GB     | $0.328                     | $0.360                     |
| High Memory      | n1-highmem-8    | 8         | 52GB     | $0.656                     | $0.720                     |
| High Memory      | n1-highmem-16   | 16        | 104GB    | $1.312                     | $1.440                     |
| High CPU         | n1-highcpu-2    | 2         | 1.80GB   | $0.088                     | $0.096                     |
| High CPU         | n1-highcpu-4    | 4         | 3.60GB   | $0.176                     | $0.192                     |
| High CPU         | n1-highcpu-8    | 8         | 7.20GB   | $0.352                     | $0.384                     |
| High CPU         | n1-highcpu-16   | 16        | 14.40GB  | $0.704                     | $0.768                     |
| Shared Core      | f1-micro        | 0.2       | 0.60GB   | $0.013                     | $0.014                     |
| Shared Core      | g1-small        | 0.5       | 1.70GB   | $0.035                     | $0.0385                    |
| Memory-optimized | n1-ultramem-40  | 40        | 938GB    | $6.3039                    | $6.9389                    |
| Memory-optimized | n1-ultramem-80  | 80        | 1922GB   | $12.6078                   | $13.8779                   |
| Memory-optimized | n1-megamem-96   | 96        | 1433.6GB | $10.6740                   | $11.7430                   |
| Memory-optimized | n1-ultramem-160 | 160       | 3844GB   | $25.2156                   | $27.7557                   |